# Menhire von Arthog
Die Menhire von Arthog (englisch Arthog Standing stones), südöstlich von Arthog bei Barmouth in Gwynedd in Wales, wurden auf frühen OS-Karten als Steinkreis beschrieben, aber Colin Alastair Gresham (1913–1989) hält das Verbreitungsmuster der Steine für die Reste eines Ring Cairns. 
Sechs Steine und ein Loch für den siebten sind zusammen mit vier Steinen, die ungefähr 2,0 Meter östlich stehen, erhalten. Einige wurden als Torpfosten benutzt und einer liegt ein paar Meter entfernt auf dem Feld. Die zehn verbliebenen Steine sind 0,4 bis 1,0 Meter hoch.
Die Steinkiste von Bedd-y-brenin und mehrere Steinplattenbrücken befindet sich ebenfalls in Arthog.